# Bronisław Markiewicz
Bronisław Markiewicz, CSMA (13. července 1842, Pruchnik – 29. ledna 1912, Miejsce Piastowe) byl polský římskokatolický kněz a řeholník, zakladatel Kongregace svatého Michaela Archanděla a kongregace Sester svatého Michaela Archanděla. Katolická církev jej uctívá jako blahoslaveného.

## Život

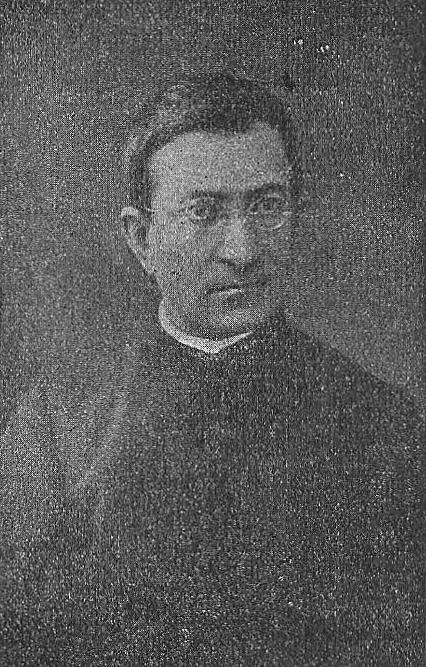
Fotografie

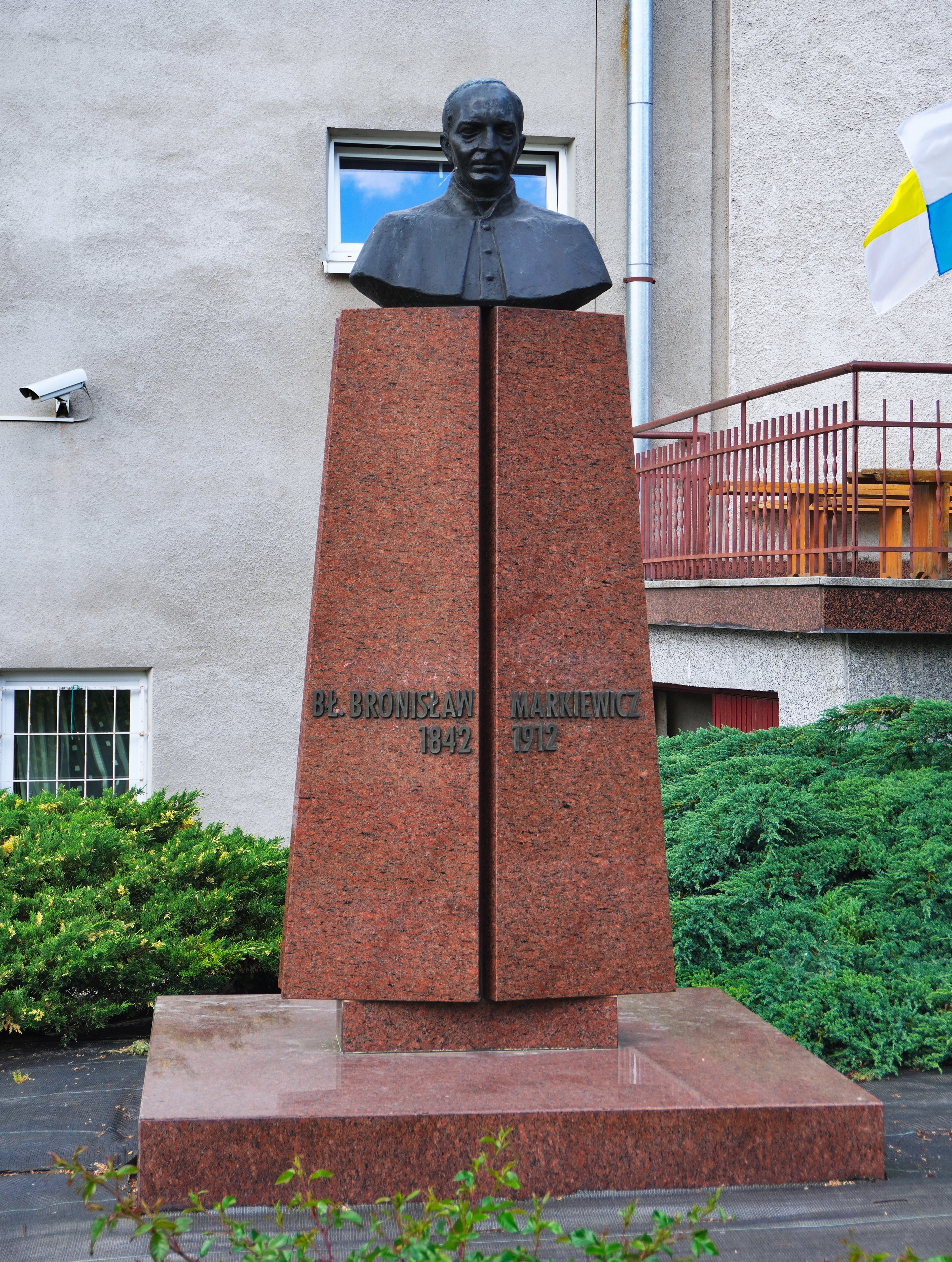
Jeho busta v Pawlikowicach

Narodil se dne 13. července 1842 v obci Pruchnik jako šesté z jedenácti dětí Johnu Markiewiczovi a Marianně Grysziecké.
Vystudoval středí školu v Přemyšlu a zde také roku 1863 nastoupil na kněžský seminář. Dne 15. září 1867 byl vysvěcen na kněze pro přemyšlskou diecézi. Po vysvěcení působil v letech 1867–1873 jako farní vikář v Hartě a při katedrále Nanebevzetí Panny Marie v Přemyšlu. Mezi lety 1873–1875 studoval na Jagellonské univerzitě. Od roku 1875 působil jako farář v Gaći než byl roku 1877 jmenován farářem v Błażowé. Roku 1882 začal vyučovat teologii v Přemyšlu. Toužil se věnovat práci s mládeží.
Rozhodl se připojit k Salesiánům Dona Boska a v listopadu roku 1885 odcestoval do Turína, kde vstoupil do jejich řeholního domu. Po čase zde stráveném složil 25. března 1887 před sv. Janem Boscem doživotní řeholní sliby. Roku 1889 onemocněl agresivní tuberkulózou a jeho zdravotní stav byl velmi vážný. Roku 1890 se však vyléčil a 23. března 1892 se s povolením svých salesiánských představených vrátil do Polska.
Po návratu do Polska převzal v roce 1892 farnost v Miejscu Piastowym, kde se v jím zařízených zařízeních věnoval práci se zanedbávanou mládeží. Věnoval se také publikační činnosti. Roku 1897 založil Kongregaci svatého Michaela Archanděla, která měla stanovy inspirované salesiánským dílem a schválena byla i přes velké snahy teprve roku 1921. Založil také její ženskou větev, kongregaci Sester svatého Michaela Archanděla, na jejímž založení spolupracoval s Annou Kaworek. Ženská větev byla schválena roku 1928. Založil také několik vzdělávacích středisek pro mládež a roku 1898 zřídil sirotčinec.
30. listopadu 1908 mu byl udělen císařem Františkem Josefem I. zlatý Záslužný kříž s korunou. Zemřel 29. ledna 1912 v Miejscu Piastowym na komplikace způsobené tuberkulózou. Jeho pohřeb celebroval dne 1. února 1912 pomocný biskup přemyšlské diecéze Karol Józef Fischer. Roku 1990 byly jeho ostatky uloženy do kostela Panny Marie Královny Polska a sv. Michaela Archanděla v Miejscu Piastowym.

## Úcta
2. července 1994 jej papež Jan Pavel II. podepsáním dekretu o jeho hrdinských ctnostech prohlásil za ctihodného. 20. prosince 2004 byl uznán zázrak na jeho přímluvu, potřebný pro jeho blahořečení.
Blahořečen pak byl 19. června 2005 na Pilsudského náměstí ve Varšavě. Obřadu předsedal jménem papeže Benedikta XVI. kardinál Józef Glemp.
Jeho památka je připomínána 30. ledna. Bývá zobrazován v kněžském oděvu.